# José Hernández (astronauta)
José Hernández Moreno (French Camp, California, 7 de agosto de 1962) es un ingeniero, empresario y astronauta retirado estadounidense de origen mexicano.

## Biografía
Es hijo de Julia Moreno y Salvador Hernández, inmigrantes mexicanos originarios de la localidad de Ticuitaco, perteneciente al Municipio de La Piedad, Michoacán. Hernández no aprendió inglés hasta que tenía 12 años de edad. Pasó la mayor parte de su infancia en lo que él llama el Circuito California viajando con su familia desde México hasta el sur de California cada marzo y trabajando en el área de Stockton hasta noviembre; cosechando fresas y pepinos en las granjas a lo largo de la ruta y regresando a México en Navidad para iniciar el ciclo de nuevo.[cita requerida]
Estudió ingeniería eléctrica en la Universidad del Pacífico (California), posteriormente hizo una maestría en ciencias e ingeniería eléctrica en la Universidad de California en Santa Bárbara. 
Fue seleccionado por la NASA en el Grupo 19 de 2007, y realizó su primer viaje espacial en la misión STS-128. 
Como uno de los cuatro hijos de una familia de migrantes del campo mexicano, tuvo que trabajar en labores de recolección de frutas y verduras en California. En 2006 le fue concedido un doctorado honoris causa por  Universidad del Pacífico.
Su motivación para ser astronauta ocurrió cuando se encontraba recolectando verdura en Stockton, California y escuchó en su radio de transistores que el latinoamericano de origen costarricense Franklin Chang-Díaz había sido seleccionado para el programa de astronautas de la NASA; siendo el tercer latino en viajar al espacio, después de Arnaldo Tamayo Méndez, cosmonauta cubano, y Rodolfo Neri Vela, astronauta mexicano.[cita requerida]
El ingeniero de la NASA recuerda exactamente como ocurrió: Me encontraba limpiando con azadón una fila de remolacha azucarera en un campo de cultivo cerca de Stockton, California y escuché en la radio de transistores que Franklin Chang-Díaz había sido seleccionado como astronauta, dice Hernández, que era estudiante de educación superior en ese tiempo.cita: Recordando la selección del hispano-americano Franklin Chang-Díaz: Ese fue el momento en que dije ‘quiero viajar al espacio’; desde entonces, es algo por lo que he luchado cada día para hacerlo.
Su colaboración en el Livermore National Laboratory en el 2004 contribuyó en una nueva herramienta para la detección temprana del cáncer de pecho.

## En la cultura popular
En 2023, la vida de Hernández es adaptada al cine en la película A million miles away a través de la plataforma de streaming Amazon Prime Video. La película fue dirigida por Alejandra Márquez Abella y protagonizado por Michael Peña, Rosa Salazar, Bobby Soto y Verónica Falcón.

## Filmografía

### Roles en cine
| Año  | Título               | Rol(es)                                  | Notas                                          |
| ---- | -------------------- | ---------------------------------------- | ---------------------------------------------- |
| 2023 | A Million Miles Away | Él mismo (interpretado por Michael Peña) | Rol de cameo como miembro del Equipo de Cierre |

### Roles en televisión
| Año  | Título         | Rol(es)        | Notas                   |
| ---- | -------------- | -------------- | ----------------------- |
| 2022 | Los Casagrande | Él mismo (voz) | Episodio: «Rocket Plan» |

## Libros
- Reaching for the Stars: The Inspiring Story of a Migrant Farmworker Turned Astronaut (2012)
- El Cosechador De Estrellas: La inspiradora historia de un labrador itinerante convertido en astronauta (2012) (versión en español)
- El niño que tocó las estrellas (2016)